# Fanotrón

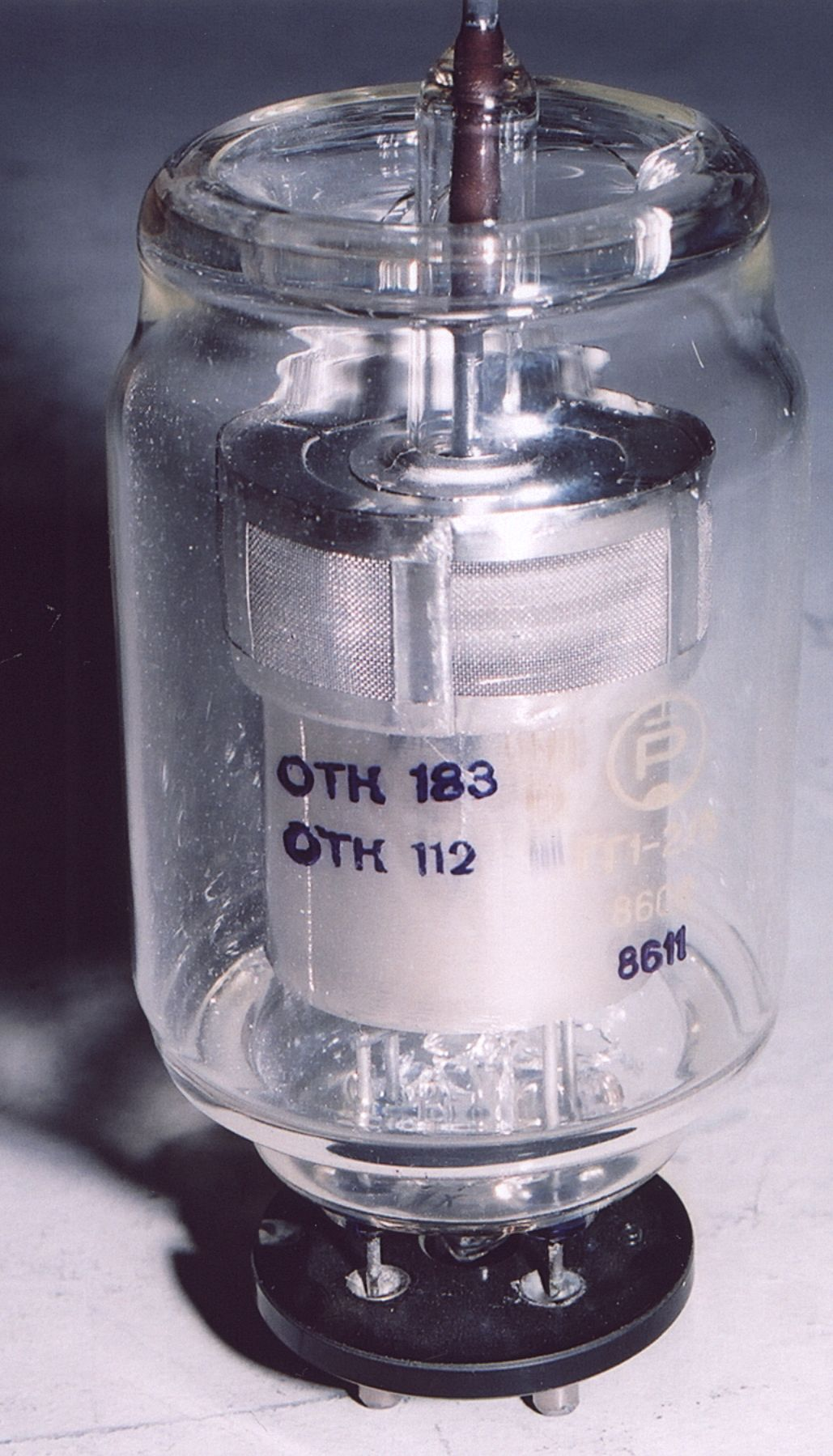
Russian Gazotron GG1-2 / 5 (ГГ1-2 / 5)

El fanotrón o phanotrón es una válvula gaseosa de dos electrodos constituida por un recipiente de vidrio o de acero que contiene cátodo termoiónico y ánodo de grafito confinados en un gas a baja presión o en vapor de mercurio.
Funcionalmente, el fanotrón es una válvula termoiónica parecida a un diodo de vacío que está llena de gas. Se utiliza para la rectificación de corriente alterna de gran intensidad, lo que en un dispositivo de vacío es muy difícil debido al número limitado de electrones que puede producir un cátodo termoiónico.
Su funcionamiento es idéntico al del diodo de vacío y su símbolo en los esquemas eléctricos y electrónicos es el mostrado en la imagen.

## Descripción

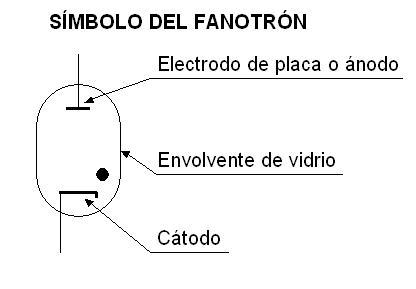
Fanotrón.

En el trayecto hacia el ánodo, los electrones emitidos por el cátodo de estas válvulas chocan contra los átomos del gas, lo cual genera iones positivos y electrones libres. Estos electrones se dirigen hacia el ánodo del tubo. Los iones positivos emigran hacia el cátodo. Ello favorece aún más la emisión de cargas negativas.
Por tanto se obtienen corrientes de ánodo mucho más intensas que mediante el empleo de una válvula de vacío. Por esta razón los fanotrones resultan particularmente adecuados para rectificación industrial de corrientes alternas.
Se fabrican fanotrones capaces de proporcionar intensidades comprendidas entre 0,1 y 100 A y, a la vez, soportar tensiones inversas de pico superiores a 15 kV.  Con el fin de limitar la corriente a un valor que no dañe la válvula, los fanatrones deben trabajar siempre en serie, con una resistencia limitadora adecuada.